# Molnița
Molnița je lijeva pritoka rijeke Siret u Ukrajini i Rumunjskoj. Njegov izvor se nalazi u blizini sela Stanivtsi, Černovačka oblast, Ukrajina. Rijeka prelazi granicu s Rumunjskom i ulijeva se u Siret kod Talpe. U Rumunjskoj joj je duljina 15 km, a površina porječja 48 km2.